# Raffaele Albertella
Raffaele Albertella (Milano, 7 maggio 1911 – Genova, 20 giugno 1961) è stato un pittore italiano.

## Biografia
Studiò all'Accademia di Brera sotto la guida di Aldo Carpi.

## Produzione artistica
Vincitore del Premio Durini per l'acquarello, partecipò alla II Quadriennale di Roma nel 1935 e alla Mostra dei sette di Brera nel 1937. In quell'occasione, contemporaneamente impegnato in un'altra personale a Cannobio, poté esporre solo sei dipinti, tra cui la ben riuscita Famiglia del pittore; per l'occasione, scrisse Leonardo Borgese sul Corriere della Sera: «Albertella, guardando i primitivi, risolve il suo lirismo in costruzioni formali di raffinata ingenuità»
«Abile affreschista», Albertella affrescò la volta della parrocchiale di Santa Maria a Cogoleto (1939) e l'abside della chiesa di Santa Maria Immacolata e San Marziano a Pegli (1944-45). Eseguì inoltre alcuni affreschi nella Chiesa di Santa Maria del Suffragio a Milano (1946), le vetrate del Palazzo del Governo a La Spezia (1957) e la vetrata d'ingresso della chiesa genovese alla Foce dedicata ai SS. Pietro e Bernardo.
Dipinti di Albertella sono conservati a Milano presso la Pinacoteca di Brera e la Galleria d'arte moderna.